# Leptogium faciifictum
Leptogium faciifictum är en lavart som beskrevs av Verdon. Leptogium faciifictum ingår i släktet Leptogium och familjen Collemataceae.   Inga underarter finns listade i Catalogue of Life.